# Aurora Lacasa
Aurora Lacasa, née le 24 mars 1947 à Paris, est une chanteuse hispano-allemande.

## Biographie
Elle est la fille d'un couple de journalistes espagnols Pilar et Ernesto Lacasa, qui ont fui à Paris après la dictature de Franco. Aurora Lacasa a un frère, Ernesto, avec qui elle apparaîtra en tant que chanteuse. En 1948, la famille déménage en Hongrie. Ils se donnent une nouvelle vie à  Budapest, où leur fille Aurora va à l'école jusqu'en 1956. Son père est impliqué dans la Fédération mondiale de la jeunesse démocratique et part à Ziegenhals en RDA avec toute la famille en 1956 parce qu'elle n'y est plus en sécurité pendant l'insurrection de Budapest. La famille Lacasa déménage ensuite dans le quartier berlinois de Pankow. Aurora passe l'Abitur et suit une formation professionnelle en tant qu'ouvrière qualifiée en génie mécanique chez VEB Bergmann-Borsig. Elle commence ensuite à travailler comme interprète en espagnol et en français à l'ambassade de Cuba. Elle est aussi responsable de l'achat de nouvelles machines et véhicules, par exemple des camions pour Cuba.
Par hasard, la mère Lacasa rencontre le groupe de musique Oktoberklub en 1968 lors de la préparation du Festival mondial de la jeunesse et des étudiants à Sofia, sa fille a son premier contact avec le Singebewegung.
Ses interprétations de chansons de la guerre d'Espagne et de poèmes de Federico García Lorca plaisent. Elle accepte l'offre de la radio pour la jeunesse DT64 de se former en tant que chanteuse au Zentrales Studio für Unterhaltungskunst.
Au cours de son apprentissage, Aurora Lacasa rencontre des artistes tels que Wolfgang Ziegler et Barbara Thalheim. Elle devient populaire, elle apparaît dans des émissions telles que Ein Kessel Buntes ou Mit Lutz und Liebe, à des galas au Friedrichstadt-Palast et à d'autres événements culturels en RDA. Elle fait des tournées dans l'URSS, Cuba, en Pologne, en Bulgarie, en France, au Portugal et dans des États arabes. En 1975, son compagnon Frank Schöbel chante en duo avec elle sur l'Île Ernst Thälmann à Cuba, la chanson Insel im Golf von Cazones, qu'il a composée pour l'émission télévisée de la RDA Unterwegs mit Musik - Kuba.
L'album de Noël Weihnachten in Familie qu'elle enregistre avec Schöbel et leurs enfants Dominique et Odette, sorti en 1985, est l'album d'Amiga le plus vendu.
Après la chute du mur, Lacasa continue sa carrière en Allemagne et est principalement présente lors de tournées de Noël. Elle est accompagnée d'un groupe de jeunes musiciens sud-américains.
En 2009, elle est sur la route avec le programme solo Spurensuche, qui propose principalement des chansons. En 2010, elle est en tournée avec son groupe pour Lebenslinien.
Jusqu'en 2017, Aurora Lacasa tourne avec le programmes Spurensicherung et des concerts de Noël, avant de dire au revoir à la scène et à son public en 2018.
Elle est d'abord la compagne du chanteur Thomas Lück puis de Frank Schöbel du milieu des années 1970 à 1996. Avec lui, elle a deux filles, Dominique Lacasa, également chanteuse, et Odette Lacasa. Après s'être séparée de Schöbel, Aurora Lacasa vit à Berlin-Mitte pendant plusieurs années. Elle déménage ensuite en Espagne pour s'occuper de ses parents. En 2006, elle et son compagnon, le manager Jürgen Krajewski, construisent une maison à Stolzenhagen, un quartier de Wandlitz. Elle se marie avec lui en 2015.

## Discographie
Albums
- 1974 : Thomas Lück/Aurora Lacasa (Amiga)
- 1976 : Aurora Lacasa (Amiga)
- 1979 : Zu Haus, ist da wo dein Herz ist (Amiga)
- 1985 : Weihnachten in Familie (Amiga, avec Frank Schöbel et Dominique et Odette Lacasa)
- 1994 : Fröhliche Weihnachten in Familie (Buschfunk, avec Frank Schöbel et Dominique et Odette Lacasa)
- 1998 : Peterchens Mondfahrt Teil 1 (Amiga/BMG), Kinderlieder, Aurora Lacasa et Gunter Schoß
- 1999 : Peterchens Mondfahrt Teil 2 (Amiga/BMG). Kinderlieder. Aurora Lacasa et Gunter Schoß
- 2000 : Wenn die Wandervögel zieh’n (Buschfunk)
- 2005 : Lebenslinien
- 2010 : Lebenslinien – Das Konzert
- 2011 : Nimm den Zug, der Sehnsucht heißt – Die großen Erfolge (Hansa Amiga Sony Music)
- 2012 : Auf Ewig … Weihnacht (Zwölf Lieder für den zwölften Monat)